# Julian Börner
Julian Börner (* 21. Januar 1991 in Weimar) ist ein ehemaliger deutscher Fußballspieler.

## Karriere

### Verein
Börner begann seinen Vereinsweg 1996 beim SC 1903 Weimar. Von 1998 bis 2001 spielte er beim SSV Vimaria Weimar und von 2001 bis 2009 bei Rot-Weiß Erfurt. 2009 wechselte er zu Energie Cottbus und erhielt einen Profivertrag.
In der Saison 2009/10 wurde er mehrfach bei FC Energie Cottbus II in der Oberliga Nordost eingesetzt. Sein erstes Spiel für die Cottbuser Reserve war am 8. August 2009 der 2:1-Sieg beim Malchower SV. In diesem Spiel gelang ihm sein erster Treffer. Am Ende der Spielzeit stand der Meistertitel und der Aufstieg in die Regionalliga Nord.
Sein erstes Spiel in der 2. Fußball-Bundesliga absolvierte er am 23. August 2009 beim 1:3 gegen die SpVgg Greuther Fürth, als er in der 73. Minute für Sergiu Radu eingewechselt wurde.
Nach dem Abstieg in die 3. Liga mit Energie Cottbus 2014 wechselte er zum Mitabsteiger Arminia Bielefeld, mit dem er in der folgenden Saison in die 2. Bundesliga aufstieg. Seit 2017 war Börner Kapitän der Ostwestfalen. Ein Angebot zur Verlängerung seines bis Juni 2019 gültigen Vertrages schlug er trotz mündlicher Zusage, aus.
Börner unterschrieb einen Vertrag beim englischen Klub Sheffield Wednesday über drei Jahre bis 2022. Ende Juli 2021 reiste er nach Hannover, um nach einer vorgeschriebenen (Corona-)Quarantäne am 2. August einen Zweijahresvertrag beim Zweitligisten Hannover 96 zu unterschreiben. Nach einem weiteren Jahresvertrag für die Erste Mannschaft erhielt Börner einen Anschlussvertrag für die U-23-Mannschaft von Hannover 96, um seine Erfahrung an die Talente weiterzugeben. Am 2. Juli 2024 wurde bekannt, dass Börner und der Verein wegen Börners Problemen im Bereich des Sprunggelenks den Anschlussvertrag aufgelöst haben.

### Nationalmannschaft
Der 14-fache Nachwuchs-Auswahlspieler durchlief verschiedene Juniorenteams des DFB.

## Privates
Börner ist seit Dezember 2013 mit Kristina Börner (geb. Gessat), einer ehemaligen DFB-Nachwuchs-Nationalspielerin, verheiratet. 2017 wurde das Paar Eltern einer Tochter.